# Плутон (митология)
Вижте пояснителната страница за други значения на Плутон.
Плутон (Оркус, Дит, Диспатер) в римската митология е бог на подземния свят, на мъртвите и земните недра, където са находищата на скъпоценните метали. Плутон бил син на Сатурн и Опс (Рея), брат на Юпитер и съпруг на Прозерпина, която похитил от надземния свят. Аналог на Плутон в гръцката митология бил Аид /Хадес/.